# Маріано Аріста
Маріано Аріста (ісп. Mariano Arista; 26 липня 1802 — 7 серпня 1855) — мексиканський військовик і політик, президент Республіки у 1851—1853 роках, відомий ветеран кількох великих воєн XIX століття.